# Bão Rusa (2002)
Bão Rusa phát triển vào ngày 22 tháng 8 từ một rãnh gió mùa trên vùng Tây Thái Bình Dương, cách xa Nhật Bản về phía Đông Nam. Trong vài ngày tiếp theo, Rusa di chuyển theo hướng Tây Bắc và cuối cùng nó đã tăng cường thành một cơn bão mạnh. JMA ước tính vận tốc gió duy trì 10 phút đạt tối đa 150 km/giờ (90 dặm/giờ), còn JTWC ước tính vận tốc gió duy trì một phút tối đa là 215 km/giờ (135 dặm/giờ). Vào ngày 26, cơn bão di chuyển qua đảo Amami của Nhật Bản, tại đây nó đã khiến 2 người thiệt mạng và làm 20.000 người lâm vào tình cảnh không có điện. Tại Nhật Bản, cơn bão trút xuống những cơn mưa xối xả với lượng cao nhất ghi nhận được là 902 mm ở tỉnh Tokushima.
Sau khi đã suy yếu đi một chút, Rusa đổ bộ vào Goheung, Hàn Quốc với sức gió 10 phút 140 km/giờ (85 dặm/giờ). Nó có thể duy trì được cường độ ổn định như vậy là nhờ không khí ấm và bất ổn từ một front lạnh gần đó. Cơn bão suy yếu khi di chuyển qua Hàn Quốc và gây mưa lớn với lượng tối đa 897,5 mm ở Gangneung. Tổng lượng mưa trong vòng 24 giờ tại thành phố này là 880 mm, phá vỡ kỷ lục lượng mưa trong ngày cao nhất tại Hàn Quốc; tuy nhiên mưa lớn nhất chỉ xảy ra cục bộ. Có hơn 17.000 ngôi nhà đã bị hư hại và một vùng diện tích lớn hoa màu bị ngập lụt. Tại Hàn Quốc, Rusa làm chết ít nhất 233 người, trở thành cơn bão chết chóc nhất trong hơn 43 năm ở quốc gia này đồng thời gây thiệt hại lên tới 2,4 tỉ USD. Bên cạnh đó cơn bão cũng mang đến mưa lớn cho nước láng giềng Triều Tiên, kết quả là 3 người thiệt mạng và 26.000 người mất nhà cửa. Ngoài ra Rusa còn tàn phá một vùng diện tích trồng trọt rộng lớn tại quốc gia đang phải chịu những tác động từ nạn đói này. Vào ngày 1 tháng 9 Rusa chuyển đổi thành một xoáy thuận ngoại nhiệt đới trên vùng Viễn Đông Nga trước khi tan 3 ngày sau.